# 梅棹忠夫・山と探検文学賞
梅棹忠夫・山と探検文学賞（うめさおただお・やまとたんけんぶんがくしょう）、民族学者、文化人類学者、探検家であった梅棹忠夫を記念して探検文学に与える賞。

## 概要
- 主催 梅棹忠夫・山と探検文学賞委員会
- 後援 長野県
- 協賛 信濃毎日新聞社、公益財団法人信毎文化事業財団、株式会社山と溪谷社
- 協力 財団法人千里文化財団、信州の山岳文化創生会議、市立大町山岳博物館

## 「梅棹忠夫・山と探検文学賞」委員会
- 顧問	
  - 齋藤惇生（元日本山岳会会長）
  - 石毛直道（元国立民族学博物館館長）
- 委員長	
  - 中牧弘允（公益財団法人千里文化財団理事長) ※4月19日付けで就任
- 委員	
  - 石田和彦(信濃毎日新聞社代表取締役副社長）
  - 川崎深雪（株式会社山と溪谷社 代表取締役会長）
  - 扇田孝之（地域社会研究家）

## 「梅棹忠夫・山と探検文学賞」選考委員会
- 委員長	
  - 中牧弘允（公益財団法人千里文化財団理事長）
- 委員	
  - 江本嘉伸（地平線会議代表世話人） ※３月６日付けで退任
  - 窪田幸子（芦屋大学学長）
  - 中村直志（信濃毎日新聞社文化部長）
  - 神長幹雄（公益財団法人日本山岳会元常務理事）

## 受賞作一覧
- 1回　2011年度
  - 角幡唯介　著 　 空白の五マイル ／集英社
- 2回　2013年度
  - 中村保　著 　 最後の辺境　チベットのアルプス ／東京新聞
- 3回　2014年度
  - 高野秀行　著 　 謎の独立国家ソマリランド ／本の雑誌社
- 4回　2015年度
  - 中村哲　著 　 天、共に在り－アフガニスタン三十年の闘い ／ＮＨＫ出版
- 5回　2016年度
  - 服部文祥　著 　 ツンドラ・サバイバル ／みすず書房
- 6回　2017年度
  - 中村逸郎　著 　 シベリア最深紀行－知られざる大地への七つ ／岩波書店
- 7回　2018年度
  - 大竹英洋　著 　 そして、ぼくは旅に出た。　はじまりの森ノ ／あすなろ書房
- 8回　2019年度
  - 佐藤優　著 　 十五の夏　上下 ／幻冬舎
- 9回　2020年度
  - 荻田泰永　著 　 考える脚　北極冒険家が考える、リスクとカネと歩くこと ／ＫＡＤＯＫＡＷＡ
- 10回　2021年度
  - 小野和子　著 　 あいたくてききたくて旅にでる ／鍬谷書店
- 11回　2022年度
  - 川瀬慈　著 　 エチオピア高原の吟遊詩人　うたに生きる者 ／音楽之友社
- 12回　2023年度
  - 山と渓谷社　編 　 日本人とエベレスト ／山と溪谷社